# Premio Il Fiore
Il premio nazionale di poesia Il Fiore è stato istituito nel 1979 a Chiesina Uzzanese con la collaborazione dell'Ente provinciale del turismo di Pistoia e Silvio Gigli della RAI di Firenze.
Il premio negli anni ha ottenuto il patrocinio della Presidenza del Consiglio dei ministri, il patrocinio del Ministero per i Beni e le Attività Culturali, gli omaggi della Presidenza della Repubblica, il patrocinio della Regione Toscana, il patrocinio della Provincia di Pistoia e il patrocinio del Comune di Montecatini Terme.
Dal 2006 il premio è stato biennalizzato.

## Albo d'oro

### Poesia inedita
- 1979 - Luciano Luisi
- 1980 - Domenico Purificato
- 1981 - Massimo Grillandi
- 1982 - Elio Filippo Accrocca
- 1983 - Aldo Fabrizi
- 1984 - Romano Battaglia
- 1985 - Dino Verde
- 1986 - Claudio Angelini
- 1987 - Dino Carlesi
- 1988 - Maria Luisa Spaziani
- 1989 - Mario Luzi
- 1990 - Mario Tobino
- 1991 - Dario Bellezza
- 1992 - Arnoldo Foà
- 1996 - Stefano Dal Bianco - Mauro Maconi
- 1997 - Lamberto Giannecchini - Maria Patrizia Bianchi Cecchini
- 1998 - Roberto Gervaso
- 1999 - Valentino Zeichen
- 2000 - Adelio Rigamonti
- 2001 - Domenico Alferi
- 2002 - Umberto Simone
- 2003 - Pietro Federico
- 2004 - Massimo Baldi
- 2005 - Elena Salibra
- 2006 - Daniela Raimondi
- 2008 - Simona D'Urbano
- 2010 - Lea Canducci

### Poesia edita
- 2008 - Elio Pecora
- 2010 - Davide Rondoni

### Poesia
Premio per l'eccellenza artistica nella poesia - Fiore d'argento
- 2005 - Luciano Luisi
- 2006 - Roberto Carifi
- 2008 - Mario Specchio
- 2010 - Dino Carlesi

### Spettacolo
Premio per l'eccellenza artistica nello spettacolo.
Dal 1985 al 1998 Stella d'argento.
Dal 2005 al 2006 Fiore d'argento.
Dal 2008 entrambi.
- 1985 - Paola Gassman - Ugo Pagliai
- 1986 - Nando Gazzolo - Pino Caruso
- 1987 - Luigi Squarzina
- 1988 - Gianfranco Jannuzzo
- 1989 - Vittorio Caprioli
- 1990 - Paolo Panelli - Carlo Giuffré
- 1991 - Giorgio Ariani - Riccardo Del Turco
- 1998 - Dario Ballantini - Gigi Marzullo
- 2005 - Piero De Bernardi
- 2006 - Nathalie Caldonazzo
- 2008 - Oreste Lionello Fiore d'argento - Sergio Bustric Stella d'argento
- 2010 - Mario Cristiani Stella d'argento

### Cultura
Premio per l'eccellenza artistica nella cultura - Fiore d'argento
- 2010 - Romano Battaglia

### Alla memoria
Premio per l'eccellenza artistica nella poesia alla memoria - Fiore d'argento
- 2005 - Mario Luzi
- 2006 - Fabrizio De André
- 2008 - Dino Campana
- 2010 - Alda Merini